# Zoran Jovičić
Zoran Jovičić (né le 17 avril 1973 à Belgrade) est un footballeur serbe, international yougoslave qui évoluait au poste d'attaquant.

## Biographie
Entre 1995 et 1998, Zoran Jovičić est un pilier de l'attaque de l'Étoile rouge de Belgrade. De retour de Grèce, il gagne la Coupe de Yougoslavie en 1996 contre le Partizan Belgrade (3-0 et 3-1) et termine vice-champion de Yougoslavie derrière cette même équipe du Partizan. La saison 1996-97 est pour Zoran sa saison la plus accomplie : il devient meilleur buteur du championnat avec 21 buts, gagne une nouvelle fois la Coupe de Serbie (0-0 et 1-0) face à Vojvodina et est de nouveau vice-champion de Serbie derrière le Partizan. Il fait aussi ses débuts en équipe nationale yougoslave, où il joue 2 matchs et inscrit 1 but et espère maintenir ses performances en vue du Mondial 1998.
La saison suivante, il marque 13 buts en 19 matchs. Handicapé par des blessures, il ne joue pas assez pour être rappelé avec les aigles blancs et des joueurs comme Darko Kovačević et ses coéquipiers Perica Ognjenović et Dejan Stanković lui son préférés.
Ses performances attirent tout de même l'œil de la Sampdoria de Gènes. Il ne joue pas la première année et le club descend en Série B. La saison suivante, il ne joue que 9 matchs et le club échoue à la 5e place, à 1 point du 4e promu, le Napoli.
Jouant 19 matchs pour la saison 2000-2001, le club échoue de nouveau à une place de la remontée immédiate (5e à 5 points de Venezia). 
La saison 2002-03 est malheureuse pour lui, en effet, le club est champion de Série B mais il ne fait aucune apparition pour la Sampdoria, à cause de blessures à répétition (au genou notamment).
En 2003, il est la dernière recrue du SM Caen. C'est un véritable pari tenté par Patrick Remy. Sortant d'une année blanche, il s'entraînait avec l'Étoile Rouge et enchainait les essais pour trouver un club. Il met donc un certain temps à retrouver son niveau physique d'autant que la présence d'attaquants plus décisifs comme Cyrille Watier (12 buts) et Sébastien Mazure (10 buts) ne lui permet pas de jouer plus que 19 matchs. En Normandie, il rejoint un autre joueur serbe, Ljubisa Ranković. Le 17 janvier 2004, il inscrit son seul but de la saison face au FC Istres (victoire 2-1). Il aide tout de même l'équipe à être vice-championne de Ligue 2 en fin de saison.
La saison suivante, il n'est pas titulaire au sein de l'effectif normand, participe tout de même à l'épopée jusqu'en finale de Coupe de la Ligue 2005 (défaite 1-2 face au RC Strasbourg). En fin de saison, le SM Caen est relégué en Ligue 2; en fin de contrat, il s'engage en Grèce pour le Panionios.

## Carrière joueur
| Saison    | Club                     | Pays                   | Division                | Matchs/Buts         | Serbie              |
| --------- | ------------------------ | ---------------------- | ----------------------- | ------------------- | ------------------- |
| 1991      | Étoile rouge de Belgrade | Yougoslavie            | D1 Yougoslave           | 0 match             |                     |
| 1991-1992 | →Sutjeska Nikšić (prêt)  | Yougoslavie Monténégro | D1 Yougoslave           | 20 matchs, 8 buts   |                     |
| 1992-1993 | Étoile rouge de Belgrade | Serbie                 | Super Liga Srbije (D1)  | 1 match, 1 but      |                     |
| 1993      | →Borac Banja Luka (prêt) | Bosnie-Herzégovine     | Premijer Liga BiH       | 16 matchs           |                     |
| 1993-1994 | Ethnikos Asteras         | Grèce                  | Beta Ethniki (D2)       | 28 matchs, 12 buts  |                     |
| 1994-1995 | Ethnikos Asteras         | Grèce                  | Superleague Elláda (D1) | 29 matchs, 7 buts   |                     |
| 1995-1996 | Étoile rouge de Belgrade | Serbie                 | Super Liga Srbije (D1)  | 16 matchs, 3 buts   |                     |
| 1996-1997 | Étoile rouge de Belgrade | Serbie                 | Super Liga Srbije (D1)  | 27 matchs, 21 buts  | 1 match, 1 but      |
| 1997-1998 | Étoile rouge de Belgrade | Serbie                 | Super Liga Srbije (D1)  | 19 matchs, 13 buts  | 1 match             |
| 1998-1999 | Sampdoria                | Italie                 | Série A                 | 0 match             |                     |
| 1999-2000 | Sampdoria                | Italie                 | Série B                 | 9 matchs, 2 buts    |                     |
| 2000-2001 | Sampdoria                | Italie                 | Série B                 | 19 matchs, 2 buts   |                     |
| 2001-2002 | Sampdoria                | Italie                 | Série B                 | 5 matchs, 1 but     |                     |
| 2002-2003 | Sampdoria                | Italie                 | Série B                 | 0 match             |                     |
| 2003-2004 | SM Caen                  | France                 | Ligue 2                 | 19 matchs, 1 but    |                     |
| 2004-2005 | SM Caen                  | France                 | Ligue 1                 | 11 matchs           |                     |
| 2005-2006 | Panionios                | Grèce                  | Superleague Elláda (D1) | 2 matchs            |                     |
| 1991-2006 | Total                    |                        |                         | 221 matchs, 71 buts | 2 sélections, 1 but |

## Palmarès
- Championnat de Serbie :
  - Vice-champion en 1996, 1997 et 1998 (Étoile rouge de Belgrade).
  - Meilleur buteur en 1997 avec 21 buts (Étoile rouge de Belgrade).
- Coupe de Serbie :
  - Vainqueur en 1996 et 1997 (Étoile rouge de Belgrade).
- Ligue 2 :
  - Vice-champion en 2004 avec le SM Caen.
- Coupe de la Ligue :
  - Finaliste en 2005 avec le SM Caen.
- 2 sélections en équipe de Serbie A et 1 but[2].